# Carriola thyridoptera
Carriola thyridoptera är en fjärilsart som beskrevs av George Francis Hampson 1910. Carriola thyridoptera ingår i släktet Carriola och familjen tofsspinnare. Inga underarter finns listade i Catalogue of Life.